# Yajiyabi-teri
Yajiyabi-teri, ou Yajiyabe-teri, est une localité de la paroisse civile de Solano dans la municipalité de Río Negro dans l'État d'Amazonas au Venezuela, sur le río Matapire.